# Damon Albarn
Damon Albarn (Londra, 23 marzo 1968) è un cantante, cantautore e polistrumentista britannico con cittadinanza islandese.
Leader e principale compositore/autore dei Blur, gruppo simbolo del Britpop, con il quale ha raggiunto fama mondiale negli anni novanta, ha riscosso successo anche con il progetto parallelo dei Gorillaz (fondato da Albarn e dal fumettista Jamie Hewlett), gruppo attento alle sonorità del rap e dell'hip hop che ha la particolarità di non apparire mai in carne ed ossa, ma sempre in versione cartoon. È considerato uno dei musicisti più eclettici in circolazione, capace di spaziare con disinvoltura tra generi e sonorità molto diverse tra loro.

## Biografia e carriera
Nato a Whitechapel, trasferitosi con la famiglia all'età di dieci anni ad Aldham, Colchester, quando aveva tredici anni conobbe a scuola Graham Coxon, con il quale tuttavia perse contatto quando nel 1987 si ritrasferì a Londra. Qui iniziò a comporre e incidere musica presso lo studio di registrazione Beat Factory. Nel 1988, mentre frequentava un corso al Goldsmiths College di Londra, conobbe colui che sarebbe diventato il bassista dei Blur, Alex James. Con Coxon, Albarn formò The Circus, band che poi si trasformò in Seymour quando vi si aggiunsero James e Dave Rowntree. I Seymour cambiarono poi nome in Blur nel 1989.
Con il passare degli anni, Albarn divenne una delle icone del britpop, in contrapposizione ai fratelli Noel e Liam Gallagher, leader degli Oasis. Nel 1996, Albarn apparve nella colonna sonora del film Trainspotting sia come membro dei Blur (con il brano Sing, contenuto nel primo album Leisure), sia con un brano strumentale pubblicato a suo nome, Closet Romantic. Anche quando, nel 2002, Coxon lasciò la band, Albarn, insieme a Rowntree e James, ha continuato a portare avanti il progetto, dichiarando più volte tuttavia che non ci sarebbe stato un nuovo album dei Blur fino a quando Coxon non fosse tornato sui suoi passi.
Nel luglio del 2009, Albarn partecipa insieme agli altri tre membri storici alla reunion dei Blur per diverse date dal vivo, tra cui i due mega concerti tenuti presso l'Hyde Park a Londra.
Oltre ad essere lo storico leader dei Blur, Damon Albarn è attivo da molti anni in progetti paralleli, sia da solista che con altre band. Nel 2001, fonda i Gorillaz, insieme all'amico fumettista Jamie Hewlett. Nel 2002 pubblica Mali Music, un album basato sulle registrazioni risalenti alla sua visita in Mali, paese africano in cui Albarn si recò nel 2000 per conto della Oxfam, ONG britannica. Nel dicembre 2003 pubblica Democrazy, sempre come solista. L'album contiene demo registrati con un quattro piste durante il tour statunitense dei Blur nel 2003. Nel 2004 è comparso anche in Palookaville di Fatboy Slim, nella canzone Put It Back Together. Nel 2005 i Gorillaz pubblicano il loro secondo album, Demon Days.
Albarn è molto attivo nel movimento contro la guerra. Si è scagliato infatti duramente contro la guerra in Afghanistan e contro la guerra in Iraq. Ha dichiarato che vorrebbe incidere a Baghdad il nuovo album dei Blur, perché gli piace "lo stile musicale iracheno". Ha anche criticato fortemente il Live 8 del 2 luglio 2005, sottolineando la quasi totale assenza di musicisti neri e africani nel programma. A causa delle sue critiche, numerosi artisti non bianchi sono stati aggiunti al programma del concerto, ed è stato organizzato un intero concerto con l'esibizione di soli artisti africani in Cornovaglia, in contemporanea con gli altri concerti. Nel 2007 assieme a Simon Tong (ex Verve), Paul Simonon (ex Clash), Tony Allen (ex Fela Kuti) ha dato vita ad una superband, The Good, the Bad & the Queen che hanno inciso un album omonimo. Nel 2010 è uscito l'album dei Gorillaz The Fall, registrato interamente su iPad.
Il 20 gennaio 2014 ha pubblicato il singolo Everyday Robots sul portale YouTube. Il brano anticipa il nuovo album in uscita il 28 aprile 2014. Il disco è stato registrato negli Studio 13 di Londra con la co-produzione di Richard Russel, già al lavoro con Albarn in The Bravest Man in the Universe, album del 2012 di Bobby Womack. Il 25 maggio 2014 Albarn è ospite della trasmissione Che tempo che fa dove esegue il brano Heavy Seas of Love e concede una breve intervista a Fabio Fazio.
Nello stesso anno pubblica Sister Rust, canzone contenuta nella colonna sonora del film Lucy di Luc Besson.
Grande fan del Chelsea, dopo una lunga relazione con Justine Frischmann degli Elastica dal 1991 al 1998, attualmente Albarn convive con Suzi Winstanley, che nel 1999 gli ha dato una figlia di nome Missy.
Nel 2021 ha preso la cittadinanza islandese, dopo aver visitato per la prima volta il paese negli anni novanta durante le registrazioni dell'album Blur che lo hanno spinto poi a comprare una casa nella capitale Reykjavík dove tuttora vive dividendosi con Londra.

## Discografia

### Con i Blur
- 1991 - Leisure
- 1993 - Modern Life Is Rubbish
- 1994 - Parklife
- 1995 - The Great Escape
- 1997 - Blur
- 1999 - 13
- 2000 - Blur: The Best Of
- 2003 - Think Tank
- 2015 - The Magic Whip
- 2023 - The Ballad of Darren

### Con i Gorillaz
- 2001 - Gorillaz
- 2002 - G-Sides
- 2002 - Laika Come Home
- 2005 - Demon Days
- 2007 - D-Sides
- 2010 - Plastic Beach
- 2011 - The Fall
- 2011 - The Singles Collection 2001-2011
- 2017 - Humanz
- 2018 - The Now Now
- 2020 - Song Machine, Season One: Strange Timez
- 2023 - Cracker Island

### Con The Good, The Bad & The Queen
- 2007 - The Good, the Bad & the Queen (con Paul Simonon, Tony Allen e Simon Tong)
- 2018 - Merrie Land

### Da solista
- 2003 - Democrazy
- 2014 - Everyday Robots
- 2021 - The Nearer the Fountain, More Pure the Stream Flows

### Colonne sonore
- 1999 - L'insaziabile (in collaborazione con Michael Nyman)
- 2000 - Un perfetto criminale
- 2002 - 101 Reykjavík (con Einar Örn Benediktsson)
- 2008 - Journey to the West
- 2011 - The Boy in the Oak

### Progetti alternativi
- 2002 - Mali Music
- 2008 - Monkey: A Journey to the West
- 2011 - Kinsasha One Two
- 2012 - Dr. Dee
- 2012 - Rocket Juice & the Moon
- 2016 - Wonder.land